# Militärputsch des 8. März

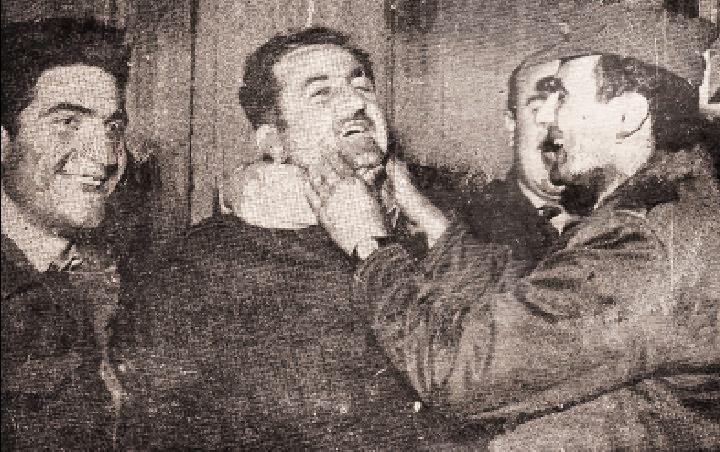
Mitglieder des Baath-Militärkomitees – Salim Hatum (l.), Mohammed Omran (mitt.) und Salah Dschadid (r.) – feiern den Putsch

Der Militärputsch des 8. März 1963, von den Putschisten als Revolution des 8. März (arabisch ثورة الثامن من آذار, DMG ṯawrat aṯ-ṯāmin min āḏār) oder Märzrevolution 1963 bezeichnet, war ein erfolgreicher Staatsstreich vom syrischen Regionalkommando der Arabisch-Sozialistischen Baath-Partei. Die Regierung von Präsident Nazem Koudsi und Ministerpräsident Chaled Alazem von der Volkspartei wurde gestürzt. 
Bei dem Staatsstreich, an dem sich neben der syrischen Armee auch die Marine und die Luftstreitkräfte beteiligten, starben über 800 Menschen, weitere 20 Personen wurden hingerichtet. Die Planung und Verschwörung des Umsturzes war durch den Militärputsch der Irakischen Baath-Partei inspiriert.

## Planung und Vorbereitungen

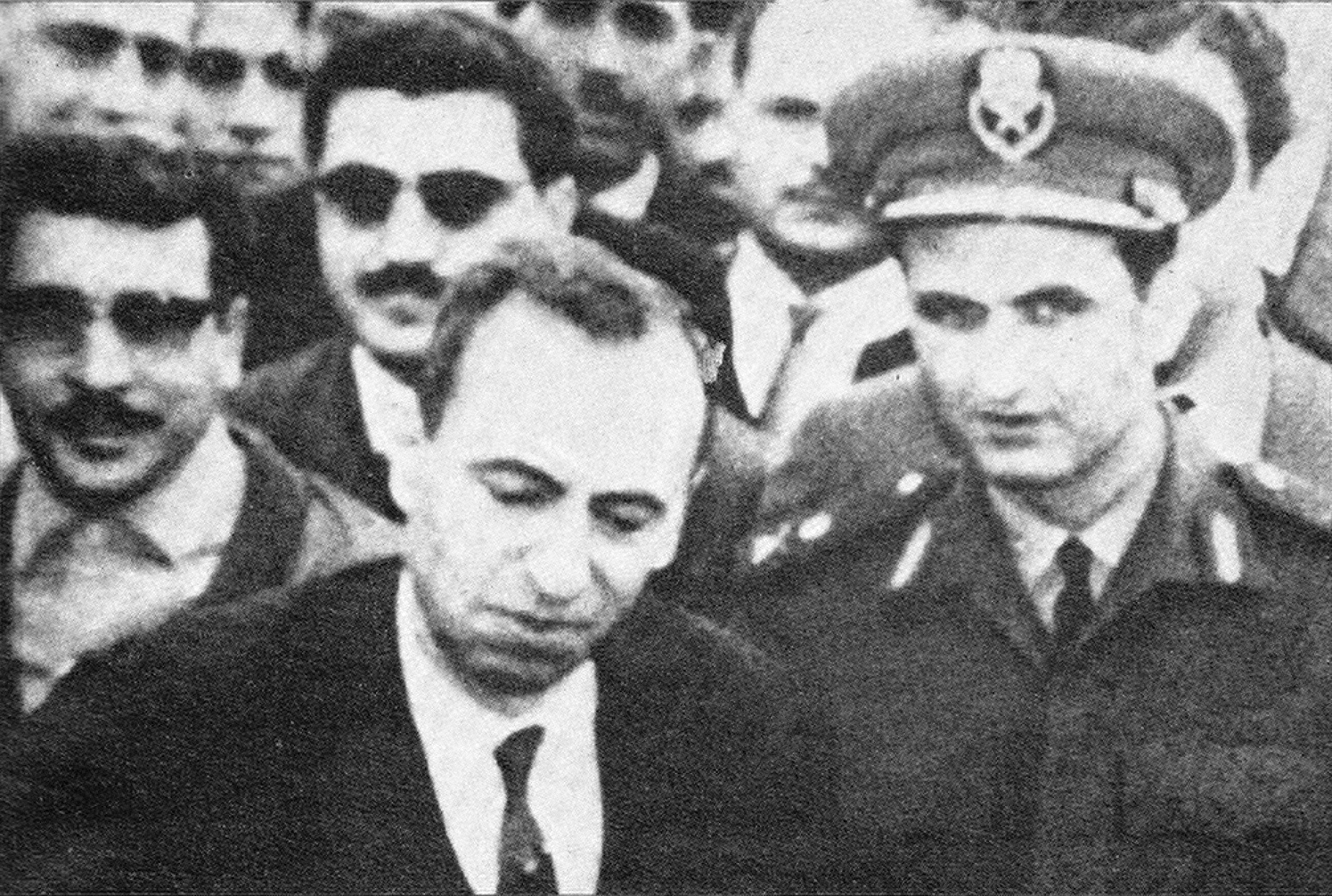
Der Parteivorsitzende Michel Aflak (links) und Salah Dschadid, einer der Hauptplaner des Putsches (rechts)

Der Staatsstreich wurde eher durch das Militärkomitee der Baath-Partei als durch deren zivile Führerschaft geplant. Der Parteivorsitzende Michel Aflak stimmte dem Plan allerdings zu. Die führenden Mitglieder des Militärkomitees, auch nach der Machtübernahme, waren der Druse Muhammad Umran sowie die beiden Alawiten Salah Dschadid und Hafis al-Assad. Weitere Mitglieder waren Louai al-Atassi und Amin al-Hafiz. Das Komitee erhielt Unterstützung von zwei Nasseristen, Raschid al-Qutayni und Muhammad al-Sufi, sowie durch den Unabhängigen Ziad al-Hariri.
Der Staatsstreich wurde ursprünglich für den 7. März geplant, wurde aber um einen Tag verschoben, nachdem die Regierung der damaligen Syrischen Republik aufdeckte, dass Verschwörer ein Treffen planten.

## Ergebnisse und weitere Entwicklung
Es gelang während der Revolution, Baathisten und Nasseristen zusammenzuführen und die „Alt-Baathisten“ als Staatsführung einzusetzen. Der Nationalrat des Revolutionskommandos übernahm die Rolle des Gesetzgebers, und Salah Eddine Bitar wurde die Funktion des Leiters einer Regierung der Nationalen Einheit zugeschrieben. Die Baath nahm an dieser Regierung teil, zusammen mit der Arabischen Nationalistischen Bewegung (Nasseristen), der Arabischen Einheitsfront und der Organisation der Einheitssozialisten (Ex-Baathisten). Als Kompromiss zwischen Baathisten und Nasseristen wurde Louai al-Atassi Vorsitzender eines Nationalen Kommandorats der Revolution und somit de facto Staatschef.
Später ging die Baath-Partei dazu über, ihre Macht im neuen Regime zu konsolidieren, und beseitigte im April des gleichen Jahres die nasseristischen Offiziere. Die folgenden Turbulenzen führten zu einem Sturz der Regierung Bitars und zu einem gescheiterten Putsch der Nasseristen unter Jassem Alwan im Juli, im Zuge dessen die Baath die Macht weiter ausbaute.
Der am Putsch beteiligte Militär Hafiz al-Assad stieg zum Luftwaffenchef und 1966 zum Verteidigungsminister Syriens auf. Innerhalb weniger Jahre schaltet al-Assad systematisch seine innerparteilichen Gegner aus und platzierte an Schlüsselpositionen des Staates ihm loyale Männer, die oft zu seiner Familie gehören. 1970 putschte er sich schließlich selbst an die Macht in Syrien und ließ sich 1971 mit angeblich 99 Prozent der Stimmen zum Präsidenten wählen. Für fast 30 Jahre blieb er Staats- und Parteichef.
Der während der Revolution des 8. März befohlene Ausnahmezustand blieb bis zum Bürgerkrieg in Syrien 2011 in Kraft.